# Carapulcra
La carapulcra (dalla lingua aymara:qala phurk'a, 'sugo [fatto] con pietre calde') o carapulca è un piatto tipico della cucina peruviana ed è uno dei più antichi del paese.
È a base di patate, carne, arachidi, cipolla, aglio, peperoncino, olio e sale, viene accompagnata con riso.